# Azias
Azias ist eine Gemeinde (Freguesia) im nordportugiesischen Kreis Ponte da Barca. In ihr leben 303 Einwohner (Stand 19. April 2021).